# 比安卡峰 (勒蓬廷山)
46°23′16.7″N 8°48′44.5″E / 46.387972°N 8.812361°E
比安卡峰（Cima Bianca），是瑞士的山峰，位於該國南部，由提契諾州負責管轄，屬於勒蓬廷山的一部分，該山峰海拔高度2,612米，每年平均降雨量2,204毫米。